# 小長曽陶器窯跡
小長曽陶器窯跡（こながそうとうきかまあと）は、愛知県瀬戸市東白坂町にある、古瀬戸様式期の瀬戸焼の窯跡である。1971年（昭和46年）7月13日に国の史跡に指定され、2015年（平成27年）10月7日に追加指定された。

## 概要
瀬戸市東白坂町の猿投山北麓に広がる東京大学愛知演習林赤津事業地内に位置する。1946年（昭和21年）に初めて学術調査が行なわれたのち、1969年（昭和44年）に樹脂による窯体の保存措置や覆屋設置が行なわれ、1971年（昭和46年）には国の史跡に指定されている。
また、1996年（平成7年）から2000年にかけて、瀬戸市埋蔵文化財センターにより窯体周辺や前庭部・工房跡の試掘による範囲確認調査が行なわれ、2002年（平成14年）には史跡の追加指定を受けている。2003年には灰原の調査も行なわれた。なお、平成の再調査に合わせて老朽化していた覆屋も建て替えられている。
室町時代中期の14世紀末から15世紀初頭に丘陵を掘り抜いて築かれた窖窯だが、焼成室中央付近に天井から障壁が垂れ下がる特徴的な構造から、かつては大窯に至る直前の窯の形式と見られていた。天明8年（1788年）の『張州雑志』において「元禄12年（1699年）に再度使用された」旨の記述があったこと、また1996年以降の再調査で江戸時代の遺構や遺物が確認されたことから、室町時代に築窯されたのちに一旦破棄され、江戸時代の元禄期に補修・改造を受けて短い期間だけ再利用されたと考えられるようになった。現在、現地で見ることの出来る窯体の主な部分は元禄期の改築によるものである。
この周辺には室町時代に築窯された窯跡が多数存在しており、本窯は陶祖・加藤景正が用いたという伝説がある。

## 窯体
丘陵の斜面を利用した窯体の残存長は8.64メートル。幅は焚口で1.11メートルだが焼成室前部（分焔柱の直後）で最大2.82メートルまで広がり、煙道部との境目付近で65センチとなる。床面の傾斜は燃焼室で12度ほどだが焼成室後部で32度を測り、煙道部も30度前後となっている。
燃焼室は床面・側壁に30～60センチの石が埋め込まれており、分焔柱にも焼台が埋め込まれて補強されている。
焼成室は天井部から垂れ下がった障壁と、窯道具のエンゴロを再利用した5本の分焔柱によって前後に分割されており、前部は長さ2.5メートル、天井が失われているが焼台列が残存しており、側壁に補強の痕跡が残る。後部は長さ3.3メートルで最大高さ1.6メートルの天井が残存しているが焼台は無いため、元禄期に後部で焼成が行なわれたかは不明である。
煙道部は床面が剥落し、側面や末端は流出によって失われているため、現存しているのは室町時代に築窯された当時の部分と考えられるという。
窯正面の前庭部では4.0×5.0メートル、深さ1.5メートルの大型土坑と多数のピットが検出されたが、保存のため盛り土を行なったのち覆屋の階段が作られたため現在では見ることは出来ない。灰原は窯前を通る林道から小川にかけての30メートル四方に渡って広がり、各種の陶器や窯道具などが多数出土した。現在も小川の周辺に陶片が見つかることがある。

## 出土品
1946年の調査時の出土品として江戸時代の窯道具（エブタ）がある。1969年および平成期の発掘調査によって、現在までに室町時代の出土品が約170,000点。元禄期の出土品が約350点を数えるが、元禄期のものは前庭部の大型土坑とその周辺からのみ出土している。また、窯体の東側斜面では中段で排水口と2ヶ所のロクロ穴をもつ工房跡、上段で乾燥場遺構が検出されており、いずれも出土品から室町時代に使用されていたとされる。また煙道部の北側には室町時代の焼台がまとめて投棄されていたという。
出土品から本窯の操業年代は室町時代の14世紀末から15世紀初頭の「古瀬戸後Ⅱ期」、および江戸時代の17世紀末から18世紀初頭にかけてとされている。なお、出土品の一部は市内の瀬戸蔵ミュージアムで展示されている。

### 室町時代

#### 碗類
- 豆天目
- 小天目
- 天目茶碗
- 浅碗
- 碗
- 平碗

#### 皿類
- 緑釉小皿
- 豆皿
- 折縁小皿
- 卸皿
- 折縁中皿
- 八稜皿
- 輪花皿

#### 盤類
- 折縁深皿
- 直縁大皿
- 卸目付大皿

#### 鉢類
- 小鉢
- 擂鉢形小鉢
- 柄付片口
- 擂鉢

#### 壺・瓶類
- 茶壺
- 四耳壺
- 片口小瓶
- 導式花瓶
- 仏花瓶
- 合子蓋
- 合子
- 水滴
- 瓶子
- 小壺
- 水注

#### その他
- 手付鍋
- 仏供
- 筒形香炉.
- 香炉
- 袴腰形香炉
- 筒型容器
- 内耳鍋
- 広口壺蓋
- 燭台

### 江戸時代

#### 茶陶類
- 茶入
- 碗
- 水指
- 擂鉢